# Zschaitz-Ottewig
Zschaitz-Ottewig is een plaats en voormalige gemeente in de Duitse deelstaat Saksen, en maakt deel uit van de Landkreis Mittelsachsen.
Zschaitz-Ottewig telt 1.311 inwoners.
De gemeente Zschaitz-Ottewig  bestond uit de Ortsteile Auterwitz, Baderitz, Dürrweitzschen, Glaucha, Goselitz, Lüttewitz, Lützschnitz, Mischütz, Möbertitz, Ottewig, Zschaitz en Zunschwitz.
Per 1 januari 2023 is zij samen met de noordelijke buurgemeente Ostrau opgegaan in de nieuwe gemeente Jahnatal.